# 1409
| [ Edytuj tabelę ]                          | |
| Król Polski                                | - 1386 Władysław II Jagiełło 1434                                                                    |
| Współksiążęta Andory                       | - 1396 Galcerà de Vilanova 1415 - 1398 Izabela 1412 - 1398 Archibald 1412                            |
| Król Anglii                                | - 1399 Henryk IV 1413                                                                                |
| Król Aragonii i Walencji, hrabia Barcelony | - 1396 Marcin I Ludzki 1410                                                                          |
| Władca Azteków                             | - 1395 Huitzilíhuitl 1417                                                                            |
| Elektor Brandenburgii                      | - 1388 Jodok z Moraw 1411                                                                            |
| Książę Bawarii-Ingolstadt                  | - 1375 Stefan III 1413                                                                               |
| Książę Bawarii-Landshut                    | - 1393 Henryk XVI Bogaty 1450                                                                        |
| Książę Bawarii-Monachium                   | - 1397 Ernest 1438                                                                                   |
| Książę Burgundii                           | - 1404 Jan bez Trwogi 1419                                                                           |
| Cesarz Bizancjum                           | - 1391 Manuel II Paleolog 1425                                                                       |
| Sułtan Brunei                              | - 1405 Muhammad 1415                                                                                 |
| Cesarz Chin                                | - 1402 Yongle 1424                                                                                   |
| Król Cypru                                 | - 1398 Janusz 1432                                                                                   |
| Król Czech                                 | - 1378 Wacław IV Luksemburski 1419                                                                   |
| Król Danii                                 | - 1387 Małgorzata I 1412 - 1396 Eryk Pomorski 1439                                                   |
| Dalajlama                                  | - 1391 Gendun Drup 1474                                                                              |
| Władca Egiptu                              | - 1405 An-Nasir Faradż 1412                                                                          |
| Cesarz Etiopii                             | - 1382 Dawid I 1413                                                                                  |
| Król Francji                               | - 1380 Karol VI 1422                                                                                 |
| Król Gruzji                                | - 1407 Konstantyn I 1412                                                                             |
| Hrabia Holandii                            | - 1404 Wilhelm VI 1417                                                                               |
| Cesarz Japonii                             | - 1392 Go-Komatsu 1412                                                                               |
| Kalif                                      | - 1406 Al-Musta’in 1414                                                                              |
| Król Kastylii i Leónu                      | - 1406 Jan II Kastylijski 1454                                                                       |
| Patriarcha Konstantynopola                 | - 1397 Mateusz I 1410                                                                                |
| Władca Korei                               | - 1400 Taejong 1418                                                                                  |
| Najwyższy książę litewski                  | - 1401 Jagiełło 1434                                                                                 |
| Wielki książę litewski                     | - 1392 Witold 1430                                                                                   |
| Cesarz Majapahitu                          | - 1389 Wikramawardhana 1429                                                                          |
| Sułtan Maroka                              | - 1398 Usman III 1421                                                                                |
| Książę Mediolanu                           | - 1402 Giovanni Maria 1412                                                                           |
| Wielki książę moskiewski                   | - 1389 Wasyl I 1425                                                                                  |
| Król Nawarry                               | - 1387 Karol III Szlachetny 1425                                                                     |
| Król Norwegii                              | - 1387 Małgorzata I 1412 - 1396 Eryk Pomorski 1442                                                   |
| Sułtan Omanu                               | - 1406 Machzum ibn al-Fallah 1435                                                                    |
| Elektor Palatynatu                         | - 1398 Ruprecht III 1410                                                                             |
| Papież awinioński                          | - 1394 Benedykt XIII 1417                                                                            |
| Papież soborowy                            | - 1409 Aleksander V 1410                                                                             |
| Papież                                     | - 1406 Grzegorz XII 1415                                                                             |
| Król Portugalii                            | - 1385 Jan I 1433                                                                                    |
| Cesarz Rzymski (niemiecki)                 | - 1400 Ruprecht z Palatynatu 1410                                                                    |
| Kapitanowie Regenci San Marino             | - 1409 Giovanni di Francesco Giacomino di Paolo 1409 - 1409 Rigone di Giovanni Antonio di Tegna 1409 |
| Despota Serbii                             | - 1402 Stefan IV Lazarević 1427                                                                      |
| Elektor Saksonii                           | - 1388 Rudolf III Saski 1419                                                                         |
| Król Szkocji                               | - 1406 Jakub I 1437                                                                                  |
| Król Szwecji                               | - 1389 Małgorzata 1412 - 1396 Eryk XIII Pomorski 1439                                                |
| Król Tajlandii                             | - 1395 Ramracha Thirat 1409 - 1409 Intha Racha 1424                                                  |
| Sułtan Turków                              | - 1402 bezkrólewie 1413                                                                              |
| Doża Wenecji                               | - 1400 Michele Steno 1413                                                                            |
| Król Węgier                                | - 1387 Zygmunt Luksemburski 1437                                                                     |
| Cesarz Wietnamu                            | - 1407 Giản Định Đế 1409 - 1409 Trùng Quang Đế 1414                                                  |
| Wielki mistrz zakonu krzyżackiego          | - 1407 Ulrich von Jungingen 1410                                                                     |

Rok 1409 / MCDIX
stulecia: XIV wiek ~
XV wiek ~
XVI wiek

lata: 1399 «
1404 «
1405 «
1406 «
1407 «
1408 «
1409
» 1410
» 1411
» 1412
» 1413
» 1414
» 1419

## Wydarzenia w Polsce
- Marzec – król Władysław Jagiełło podjął decyzję wysłania swego przedstawiciela Piotra Wysza na sobór pizański; w grudniu Jagiełło i Witold uznali Aleksandra V, wybranego przez sobór w Pizie, prawowitym papieżem.
- Wiosną – Krzyżacy zajęli statki polskie ze zbożem dla głodującej Litwy pod pretekstem przewożenia broni dla pogan, co wywołało protest Polski.
- Czerwiec – poselstwo krzyżackie skarżyło się na Witolda, który zajął Żmudź i rozpoczął na niej powstanie przeciw Zakonowi, Jagiełło odmówił odpowiedzi, czy porzuci jego wspieranie.
- 17 lipca – walny zjazd w Łęczycy uchwalił włączenie się do wojny w razie najazdu Zakonu na Litwę.
- 10 sierpnia – kancelaria królewska wystawia w Opatowie pierwszy memoriał skarżący Zakon o bezprawie i łamanie pokoju.
- 14 sierpnia
  - król Władysław Jagiełło otrzymał w Korczynie pismo z wypowiedzeniem wojny przez Krzyżaków.
  - zakon najechał ziemię dobrzyńską i Kujawy, zdobywając warowne zamki w Lipnie, Rypinie, Złotoryi, Kamieniu Krajeńskim, Sępólnie i Bydgoszczy – Polska podjęła rozmowy rozejmowe i gromadziła armię.
- 6 października – Wojska koronne po 7 dniach oblężenia szturmem zdobyły z rąk krzyżackich zamek w Bydgoszczy[1].
- 8 października – Zawarto rozejm pomiędzy państwem krzyżackim a Królestwem Polskim do 14 czerwca 1410. Rozstrzygnięcie sporów przekazano ręce króla czeskiego Wacława IV Luksemburskiego[2].
- 20 grudnia – Zakon krzyżacki zawarł antypolski sojusz z królem Węgier Zygmuntem Luksemburskim.
- 21 grudnia – król Węgier Zygmunt Luksemburski wypowiedział wojnę Polsce.

- Działoszyce otrzymały prawa miejskie

## Wydarzenia na świecie
- 1 stycznia – Walijczycy poddali zamek Harlech Anglikom.
- 25 marca – kardynałowie próbując zakończyć wielką schizmę, zwołali sobór w Pizie.
- 5 czerwca – wielka schizma zachodnia: sobór w Pizie ogłosił detronizację papieża Grzegorza XII i antypapieża Benedykta XIII.
- 6 czerwca – papież rzymski Grzegorz XII zwołał sobór do Cividale del Friuli koło Akwilei.
- 2 grudnia – otwarto Uniwersytet Lipski.

- Marcin I Aragoński został królem Królestwa Sycylii.
- Uług Beg został władcą Samarkandy.
- Republika Wenecka kupiła od Węgrów port Zadar.
- Zheng He admirał floty Imperium Ming pozbawił tronu króla Sri Lanki.

## Urodzili się
- 16 stycznia – René I, król Królestwa Sycylii (zm. 1480)
- 28 lutego – Elżbieta Luksemburska, królowa niemiecka, czeska i węgierska; ostatnia z cesarskiej i królewskiej linii Luksemburgów (zm. 1442)
- 2 marca – Jan II z Alençon, diuk Alençon i hrabia Perche (zm. 1476)

- data dzienna nieznana: 
  - Bernardo Rossellino, florencki rzeźbiarz i architekt (zm. 1464)
  - Karol VIII, król Szwecji (zm. 1470)

## Zmarli
- 25 lipca – Marcin I, król Królestwa Sycylii (ur. 1374)

- data dzienna nieznana: 
  - Edmund Mortimer, buntownik angielski (ur. 1376)
  - Jan z Tarnowa, polski szlachcic (ur. przed 1349)
  - Thomas Merke, biskup Carlisle